# يوجا نيدرا
يوجا نيدرا ((بالسنسكريتية: योग निद्रा)) أو نوم اليوغي هو حالة من الوعي بين الاستيقاظ والنوم، مثل مرحلة «الذهاب إلى النوم»، والتي تحدث عادةً عن طريق التأمل الموجه.
وهناك أدلة على أن هذا النوع من اليوغا يساعد في تخفيف التوتر. إنها تقنية قديمة من الهند، وقد انتشرت الآن في جميع أنحاء العالم ويطبقها أيضًا الجيش الأمريكي لمساعدة الجنود على التعافي من اضطراب ما بعد الصدمة.

## حالة من الوعي
ايعتبر هذا النوع من اليوجا والذي يسمى نيدرا هي حالة يرتاح فيها الجسم تمامًا، ويصبح الممارس منهجيًا وبشكل متزايد على دراية بالعالم الداخلي من خلال اتباع مجموعة من التعليمات الشفهية.  تختلف حالة الوعي هذه عن التأمل، حيث يلزم التركيز على تركيز واحد. في يوجا نيدرا، يظل الممارس في حالة انسحاب خفيف للحواس الخمس (براتيهارا) مع أربع حواس داخلية، أي، تبقى منفصلا عن حواشك، وتبقى حاسة السمع فقط تتصل بأي تعليمات معطاة. أهداف كل من مسارات اليوغا، اليوغا nidra والتأمل هي نفسها، حالة من الوعي التأملي تسمى samadhi.
إنه من بين أعمق حالات الاسترخاء الممكنة مع الحفاظ على الوعي الكامل. في الحلم الواضح، يكون المرء مدركًا فقط، أو بشكل أساسي، لبيئة الحلم، ولديه وعي ضئيل أو معدوم ببيئته الفعلية.
ينتج عن يوجا نيدرا إدراك واعٍ لحالة النوم العميق، والتي تسمى براجنا في Mandukya Upanishad.

## التاريخ

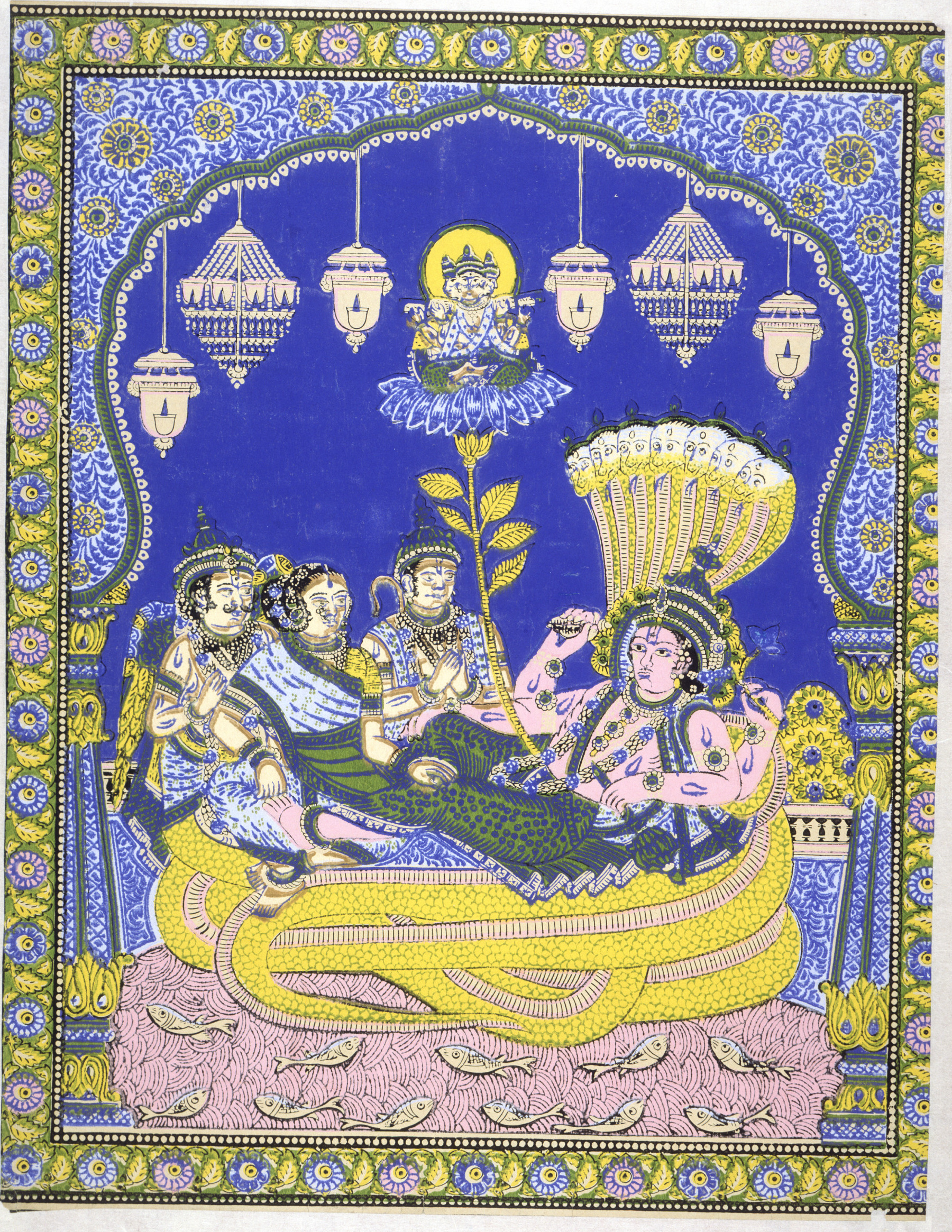
فيشنو نائم على المياه الأبدية. القرن ال 19

يقال أن تاريخ اليوغا نيدرا قديم قدم اليوجا نفسها، حيث أن أول ذكر ليوغا نيدرا كان في الأوبنشاد.  يرتبط اللورد كريشنا باليوجا نيدرا في ملحمة ماهابهاراتا : 

## الاستخدام الحديث
في العصر الحديث، ادعى ساتياناندا ساراسواتي أنه جرب اليوغا نيدرا عندما كان يعيش مع معلمه سيفاناندا ساراسواتي في ريشيكيش. فقد بدأ في دراسة كتب التانترا المقدسة، وبعد الممارسة، أنشأ نظامًا للاسترخاء شاعه في منتصف القرن العشرين. شرح يوجا نيدرا كحالة ذهنية بين اليقظة والنوم التي فتحت مراحل عميقة من العقل، مما يشير إلى وجود صلة مع ممارسة التانترا القديمة المسماة نياسا، حيث يتم وضع المانترا السنسكريتية عقليًا داخل أجزاء معينة من الجسم، ففي أثناء التأمل في كل جزء (من العقل). يشتمل شكل الممارسة الذي يدرسه ساتياناندا على ثماني مراحل (الاستبطانية، سانكالبا، دوران الوعي، إدراك التنفس، إظهار الأضداد، التصور الإبداعي، سانكالبا والتخارج). استخدم ساتياناندا هذه التقنية على الطفل الذي سيصبح خليفته، نيرانجاناندا ساراسواتي، من غا كعلاجسن الرابعة. ويدعي أنه علمه عدة لغات بهذه الطريقة.
وأكد آن كوشمان، مدرب اليوجا العقلية أن «رحلة استشعار الجسم [التي أقوم بتدريسها في اليوجا العقلية] ... هي واحدة من الممارسات القديمة في يوجا النيدرا... وهذه التقنية هيئة المسح التي يشيع استخدامها في البوذية كتقليد فيباسانا». 
طور الرائد الغربي ريتشارد ميلر اليوغا كعلاج، واستخدام اليوغا نيدرا لإعادة تأهيل الجنود الذين يعانون من الألم، باستخدام منهجية الاستعادة التكاملية (آي ريست). عمل ميلر مع مركز والتر ريد الطبي العسكري ووزارة الدفاع الأمريكية لدراسة فعالية هذا النهج. ووفقًا لمجلة يوجا جورنال ، «فإن ميلرهو المسؤول عن جلب هذه الممارسة إلى مجموعة متنوعة رائعة من الإعدادات غير التقليدية» والتي تشمل «القواعد العسكرية وعيادات المحاربين القدامى وملاجئ المشردين ومدارس مونتيسوري وبرامج Head Start والمستشفيات والملاجئ ومراكز الاعتماد على المواد الكيميائية، والسجون». تم استخدام بروتوكول iRest مع الجنود العائدين من العراق وأفغانستان الذين يعانون من اضطراب ما بعد الصدمة (PTSD).   بناءً على هذا العمل، أقر الجراح العام في جيش الولايات المتحدة اليوغا نيدرا كدواء بديل تكميلي (CAM) للألم المزمن في عام 2010.

## دليل علمي
في المختبرات المجهزة تجهيزًا جيدًا، أظهر Swami Rama الدخول الواعي إلى نوم موجة دلتا NREM من خلال اليوغا nidra ، بينما كان تلميذه قادرًا على إظهار موجات دلتا وثيتا حتى مع فتح العينين والتحدث.
يرتبط تأمل اليوجا نيدرا بزيادة إفراز الدوبامين الداخلي في المخطط البطني للدماغ. ويرتبط انخفاض الرغبة في العمل في الحالة بانخفاض تدفق الدم في أجزاء من الدماغ مرتبطة بإجراءات تحكم، وقشرة الفص الجبهي، والمخيخ والقشرة الفرعية.
تعمل اليوغا نيدرا على تحسين تقلب معدل ضربات القلب، وهو مقياس للتوازن في الجهاز العصبي اللاإرادي، سواء كانت مسبوقة بجلسة هاثا يوجا أساناس أم لا.
تساعد ممارسة الاسترخاء اليوجا بانتظام على تقليل التوتر والقلق. حيث تستجيب الأعراض اللاإرادية للقلق الشديد مثل الصداع والدوار وألم الصدر والخفقان والتعرق وآلام البطن بشكل جيد. تم استخدامه لمساعدة الجنود من الحرب على التعامل مع اضطراب ما بعد الصدمة (PTSD). تشير دراسة أجريت عام 2019 إلى أن اليوغا nidra يمكن أن تخفف من التوتر وتحسن احترام الذات لدى طلاب الجامعات.

## روابط خارجية
- مقالات المراجعة المنهجية على Yoga Nidra المفهرسة بواسطة الباحث العلمي من Google
- كيف تتعلم يوجا نيدرا بطريقة سهلة للغاية (بواسطة خبير يوجا نيدرا)
- https://itunes.apple.com/app/id430531216؟mt=8